# Jim Kweskin
Jim Kweskin (né le 18 juillet 1940 à Stamford (Connecticut)) est un musicien américain connu pour être le fondateur du Jim Kweskin Jug Band avec Fritz Richmond (en), Geoff Muldaur (en), Bob Siggins et Bruno Wolfe, rejoints en 1963 par Maria D'Amato (connue plus tard sous son nom de femme mariée Maria Muldaur). Le groupe compose peu mais se spécialise dans la reprise et le réarrangement d'anciennes chansons folk, blues et jazz.

## Jim Kweskin Jug Band members
- Jim Kweskin – guitare, chant, peigne
- Mel Lyman (en) – harmonica, banjo
- Bill Keith – banjo, pedal steel guitar
- Fritz Richmond (en) – jug (broc/pichet), washtub bass
- Richard Greene (en) – fiddle
- Maria Muldaur – chant, percussion, fiddle
- Geoff Muldaur (en) – guitare, chant, mandoline, washboard, kazoo
- Bruno Wolfe – chant
- Bob Siggins – chant, banjo

## Discographie

### Jim Kweskin and the Jug Band
Albums
- Unblushing Brassiness (1963)
- Jug Band Music (1965)
- Relax Your Mind (1966)
- Jim Kweskin and the Jug Band (1966)
- See Reverse Side for Title (1966)[3]
- Garden of Joy (1967), réédité en double album avec America (voir ci-dessous)
- The Best of Jim Kweskin and the Jug Band (1968)
- Whatever Happened to Those Good Old Days (1968)
- Greatest Hits (1988)
- Acoustic Swing & Jug (2006)
- Vanguard Visionaries (2007)

Singles
- Minglewood / Sheik of Araby (1967)
- I'll Be Your Baby Tonight / Circus Song

### Jim Kweskin
- Relax Your Mind (1966)
- Jump for Joy (1967)
- Jim Kweskin's America (1971), réédité en double album avec Garden of Joy (voir ci-dessus)
- Lives Again (1977)
- Side by Side (1979)
- Swing on a Star with Jim Kweskin and the Kids (1979)
- Now & Again (2003), avec Samoa Wilson
- Live The Life (2004)
- Enjoy Yourself (2009)
- Jug Band Extravaganza (2010), par Jim Kweskin, Geoff Muldaur, John Sebastian, David Grisman, Maria Muldaur, the Barbeque Orchestra
- Jim Kweskin in the 21st Century (2015)
- Come On In (2016), par Jim Kweskin et Meredith Axelrod